# Indocypha
Indocypha là một chi chuồn chuồn trong họ chuồn chuồn kim Chlorocyphidae

## Các loài
Chi này gồm các loài sau đây đã được ghi nhận là:
- Indocypha catopta Zhang, Hämäläinen & Tong, 2010
- Indocypha chishuiensis Zhou & Zhou, 2006
- Indocypha leucoura Asahina, 1985
- Indocypha maolanensis Zhou, 2004
- Indocypha silvergliedi Asahina, 1988
- Indocypha svenhedini (Sjöstedt, 1933)
- Indocypha vittata (Selys, 1891)

## Loài mới
Vào tháng 06 năm 2014, một loài chuồn chuồn mới trong chi này được phát hiện đã công bố. Một loài chuồn chuồn mới tên là chuồn chuồn quên lãng Indocypha neglecta ở miền Bắc Việt Nam, do mẫu vật bị quên lãng quá lâu, hơn một thế kỷ. Nó đã được mô tả vào năm 2012. Loài Chuồn chuồn quên lãng này đã được thu mẫu cách đây hơn 120 năm, và lưu giữ lại bảo tàng Lịch sử tự nhiên Quốc gia, Pari, Pháp. René Martin có viết một bản nháp về loài này, nhưng sau đó thì bản thảo đã không được chú ý và bị lãng quên trong một thời gian dài.